# Francisco Pacheco de Toledo
Francisco Pacheco de Toledo (Ciudad Rodrigo, Salamanca, 1521 - Burgos, 13 de agosto de 1579) fue un cardenal y arzobispo español.

## Biografía
Fue hijo de Juan Pacheco y Ana de Toledo, sobrina del duque de Alba, también padres de Rodrigo, primer marqués de Cerralbo, que por varonía eran Osorios y por herencia Pachecos. 
Desde joven tomó el estado eclesiástico. Estudio en la Universidad de Salamanca. Ostentó el arcedianato de Camaces en la catedral de Ciudad Rodrigo, y luego fue canónigo de Toledo. Su tío el cardenal Pedro Pacheco le llevó a Italia (1545), donde manifestó su conducta, y sirvió para negocios del Rey y la Iglesia. El duque de Alba, virrey de Nápoles, le envió a España sobre tratados de paz, y volvió de España a Roma, donde el papa Pío IV le nombró cardenal con título de Santa Susana, y luego a Nápoles. Y en el año de 1567 fue trasladado a la silla episcopal de Burgos. En sus días se hizo metropolitana esta Santa Iglesia, y lo manifiesta un cartel que se halla junto al cuadro obispal en la catedral de Burgos, el cual dice así:

El Pontífice Gregorio XIII expidió su Bula en 22 de octubre de 1574, por la cual hizo Metropolitana esta Santa Iglesia, y fue en tiempo del cardenal D. Francisco Pacheco de Toledo. Gobernó con título de Obispo 9 años esta iglesia y con título de Arzobispo hasta el 1579 que murió en 13 de Agosto, de edad de 58 años.

Su cuerpo, según dice fray Enrique Flórez, fue conducido a Ciudad Rodrigo, y descansa en la suntuosa Capilla de Cerralbo, que él había  mandado hacer. Su tumba se halla al lado del evangelio en una urna de madera, cubierta de terciopelo negro con galones de plata, bajo un dosel, pero sin inscripción ni documento del tiempo, mes, día y año en que murió.
| Predecesor: Francisco de Mendoza y Bobadilla | Obispo de Burgos 1567 – 1576    | Sucesor: Diócesis elevada a archidiócesis metropolitana |
| Predecesor:                                  | Arzobispo de Burgos 1576 – 1579 | Sucesor: Cristóbal Vela y Acuña                         |